# Кодынцевка
Кодынцевка (укр. Кодинцівка) — левый приток реки Малый Аджалык, расположенная на территории Лимаского района (Одесская область, Украина).

## География
Длина — 14 км. Площадь бассейна — 97,1 км². Долина изредка изрезана ярами и промоинами. Русло сильно-извилистое в нижнем течении, на протяжении почти всей длины пересыхает. На реке созданы пруды.
Берёт начало на северной окраине села Новое Селище. Река течёт на юг, юго-запад. Впадает в реку Малый Аджалык (на 11-м км от её устья) на южной окраине села Степановка.
Притоки: безымянные балки
Населённые пункты (от истока к устью):
1. Новое Селище
2. Зориново
3. пгт Доброслав (до 2016 года — Коминтерновское)
4. Степановка